# Window Up Above
Singles de George Jones
Out of Control
(1960) Family Bible
(1961)
Singles de Mickey Gilley
City Lights
(1975) Bouquet of Roses
(1975)
Window Up Above est une chanson écrite est d'abord enregistrée par George Jones, dont la version a atteint la deuxième position du hit-parade country américain en 1960. Elle a été reprise en 1975 par Mickey Gilley. Sa version lui a permis d'atteindre la première position du hit-parade country américain pour la quatrième fois de sa carrière. Le single est resté numéro un pendant une seule semaine, mais s'est maintenu douze semaines en tout dans le hit-parade.

## Positions dans les hits-parades

### George Jones
| Chart (1960)                       | Position |
| ---------------------------------- | -------- |
| U.S. Billboard Hot Country Singles | 2        |

### Mickey Gilley
| Chart (1975)                       | Position |
| ---------------------------------- | -------- |
| U.S. Billboard Hot Country Singles | 1        |
| Canadian RPM Country Tracks        | 1        |